# La Pérouse (Mondkrater)
La Pérouse ist ein Einschlagkrater nahe dem östlichen Rand der sichtbaren Mondseite. Er liegt nordwestlich des Kraters Ansgarius und östlich von Kapteyn. Auf Grund seiner Lage erscheint der Krater von der Erde aus gesehen verkürzt. Vom Orbit aus erkennt man seine wahre Form jedoch als nahezu kreisförmig.
Der Rand von La Pérouse ist von nachfolgenden Einschlägen nahezu unberührt und zeichnet sich deutlich ab. Er besitzt einen kleinen Ausläufer und kleinere Ausbuchtungen im südsüdöstlichen und südsüdwestlichen Bereich. Die Innenwände sind zum Großteil durch Terrassen gegliedert. Aus dem Kraterboden erhebt sich etwas nordöstlich vom Mittelpunkt ein Zentralgipfel, der leicht nach Südosten hin verlängert ist. Südöstlich dieser Formation ist der Kraterboden von einem kleinen Einschlag gezeichnet.
Der Krater wird gelegentlich auch als La Peyrouse bezeichnet.
| Buchstabe | Position           | Durchmesser | Link |
| --------- | ------------------ | ----------- | ---- |
| A         | 9,25° S, 74,68° O  | 4 km        |      |
| D         | 11,19° S, 76,57° O | 7 km        |      |
| E         | 10,15° S, 78,48° O | 31 km       |      |